# Mandrás
Mandrás (llamada oficialmente San Pedro de Mandrás) es una parroquia y un lugar del municipio español de San Cristóbal de Cea, en la provincia de Orense, Galicia.

## Historia
Hacia mediados del siglo XIX, la parroquia, ya por entonces perteneciente a Cea, tenía contabilizada una población de 340 habitantes. Aparece descrita en el undécimo volumen del Diccionario geográfico-estadístico-histórico de España y sus posesiones de Ultramar de Pascual Madoz con las siguientes palabras:

MANDRÁS (San Pedro): felig. en la prov. y dióc. de Orense (2 1/2 leg.), part. jud. de Señorin en Carballino (1 3/4), ayunt. de Cea (3/4): sit. á la derecha del r. Barbantiño parte en llano y parte en una hondonada, con buena ventilacion y clima sano. Tiene unas 74 casas de mala fáb. y escasa comodidad, diseminadas por el térm. en distintos barrios ó l. Hay escuela de primeras letras frecuentada por 20 ó 30 niños, cuyo maestro está dotado con 400 rs. anuales por el tiempo que dura la enseñanza, que es el invierno. La igl. parr. (San Pedro), está servida por un cura de entrada y de patronato laical. Confina el térm N. y E. felig. de Villaseco; S. Cornoces, y O. Souto. El terreno en lo general es llano y de buena calidad. Cruza por la parte del SE. el indicado r. Barbantiño que va á depositar sus aguas en el Miño: tiene aquel un puente de piedra de un solo arco y buena construccion; confluye en dicho r. Barbantiño el riach. denominado Rionco, de poco caudal, el cual baja por la felig. de Souto, y riega parte de este térm. Atraviesa por el centro de esta parr. la vereda real que desde Orense va á Santiago, la Coruña y á otros puntos, la que se halla en regular estado á costa de los pueblos inmediatos; los demas caminos son locales y malos. prod.: centeno, maiz grueso, algun vino, patatas, castañas, legumbres, hortaliza y algunas frutas; se cria ganado vacuno, lanar y de cerda; caza y pesca de varias clases. ind.: la agricola y molinos harineros. comercio: estraccion de algun ganado vacuno, é importacion de géneros de vestir y comestibles necesarios. pobl.: 74 vec., 340 alm. contr.: con su ayunt. (V.)
(Madoz, 1848, p. 176)

## Organización territorial
La parroquia está formada por cinco entidades de población:
- Agra (A Agra)
- Costademonte (Costa de Monte)
- Fondo de Vila
- Mandrás
- Ponte-Mandrás (Ponte Mandrás)

## Demografía

### Parroquia
| Gráfica de evolución demográfica de Mandrás (parroquia) entre 2000 y 2023 |
|                                                                           |
| Datos según el nomenclátor publicado por el INE.                          |

### Lugar
| Gráfica de evolución demográfica de Mandrás (lugar) entre 2000 y 2023 |
|                                                                       |
| Datos según el nomenclátor publicado por el INE.                      |